# Coveren
Coveren (Engels: retread) is het voorzien van versleten voertuigbanden van een nieuw loopvlak.
Het coveren gebeurde vooral bij de zwaardere typen autobanden, zoals die van vrachtauto's en landbouwtractoren. Deze banden hebben namelijk een zwaar (en kostbaar) karkas, dat zich voor hergebruik leent.
Het coveren van banden van personenauto's wordt gewoonlijk niet rendabel geacht, terwijl ook niet alle typen banden er geschikt voor zijn. In 2011 gaf de fabrikant Michelin echter te kennen om een proces voor het coveren van autobanden te ontwikkelen, met het oog op de stijgende grondstofprijzen.